# أليساندرو مارشي
أليساندرو مارشي (بالإيطالية: Alessandro Marchi)‏ (7 ديسمبر 1989 بأوربينو في إيطاليا - ) هو لاعب كرة قدم إيطالي في مركز الوسط. لعب مع نادي بولونيا ونادي بياتشينزا ونادي ريميني ونادي فروسينوني ونادي كاتانزارو ونادي كريمونيسي واتحاد بافيا لكرة القدم.

## روابط خارجية
- أليساندرو مارشي على موقع قاعدة بيانات كرة القدم.إي يو (الإنجليزية)
- أليساندرو مارشي على موقع Soccerway.com (الإنجليزية)
- أليساندرو مارشي على موقع عالم كرة القدم.نت (الإنجليزية)
- أليساندرو مارشي على موقع GSA (الإنجليزية)